# 輔匡
輔 匡（ほ きょう）は、中国の後漢時代、及び三国時代の蜀漢の武将。字は元弼。本貫は荊州襄陽郡、または南郡。

## 事績
劉備の入蜀に随行し、益州が平定されると巴郡太守となる。
蜀漢建国後の章武元年（221年）、巴東太守に移る。同年から翌年にかけて行われた夷陵の戦いでは別督として従軍した。
建興15年（237年）に鎮南将軍となり、さらに後に右将軍・中郷侯に移った。
楊戯の『季漢輔臣賛』によると、「気性は猛々しく、辺境の地で軍事を任せられた」という。年齢・位階は李厳に次いだ。